# Тиффани Миллион
Тиффани Миллион (англ. Tiffany Million или англ. Tyffany Million, настоящее имя Сандра Ли Шваб англ. Sandra Lee Schwab, род. 6 апреля 1966 года) — бывший профессиональный рестлер и порноактриса, лауреат премий AVN Award и XRCO Award.

## Карьера

### Профессиональный рестлинг
В конце 1980-х стала членом Gorgeous Ladies of Wrestling (G.L.O.W.) и взяла имя Tiffany Mellon. Была частью команды, известной как Park Avenue Knockouts («Нокауты в Парк-авеню»). Она ушла из G.L.O.W. в 1989 году, утверждая, что руководство G.L.O.W. преследовало её и одну из девушек-борцов, подозревая их в интимной связи.

### Фильмы для взрослых
В 1992 году начинает карьеру в фильмах для взрослых со съёмок в видео Twister. К 1994 году снялась примерно в 100 взрослых фильмах (в том числе в одном под названием B.L.O.W. (Beautiful Ladies of Wrestling)). Также в 1998 году снялась в роли-камео порнозвёзды в мэйнсрим-фильме «Продавцы Венеры».
В 1994 году ушла из индустрии для взрослых, получив наследство . После завершения карьеры в кино стала ведущим политического ток-шоу на радио под названием Margot Monday. Согласно её веб-сайту, она теперь счастливая замужняя мать двоих детей.

## Награды
- 1994 AVN Award — Лучшая групповая сцена, фильм (New Wave Hookers 3)[5]
- 1994 XRCO Award — Лучшая актриса, сольное исполнение (Sex)[6]
- 1995 AVN Award — Лучшая актриса второго плана, фильм (Sex)[5]